# Полковник-Желязово
Полковник-Желязово (болг. Полковник Желязово) — село в Болгарии. Находится в Кырджалийской области, входит в общину Крумовград. Население на 2010 год составляло 547 человек.

## Политическая ситуация
В местном кметстве Полковник-Желязово, в состав которого входит Полковник-Желязово, должность кмета (старосты) исполняет Мустафа Ахмед Хасан (Движение за права и свободы (ДПС)) по результатам выборов правления кметства.
Кмет (мэр) общины Крумовград — Себихан Керим Мехмед (Движение за права и свободы (ДПС)) по результатам выборов в правление общины.